# Copalillo
Copalillo, é um município do estado de Guerrero, no México criado a partir da separação do município de Atenango del Río. Tem influência da cultura olmeca.